# Kovács László (karmester)
Kovács László (Nyíregyháza, 1956. szeptember 18.) Liszt Ferenc-díjas magyar karmester, érdemes és kiváló művész.

## Élete, munkássága
A Liszt Ferenc Zeneművészeti Főiskolán végzett karmester és harsona szakon, majd a moszkvai Csajkovszkij Konzervatóriumban és a Nagyszínházban tanult Jurij Szimonovnál. 1985-ben elnyerte a Doráti Antal által alapított Ferencsik János-emlékdíjat, és a Royal Filharmonikus Zenekar meghívására egy hónapot töltött Londonban.
A Magyar Állami Operaházban 22 éves korában mutatkozott be mint karmester, és ugyancsak ekkor kezdődött miskolci pályafutása is: Mura Péter mellett volt segédkarmester a Miskolci Szimfonikus Zenekarnál. 1984-től a Miskolci Szimfonikus Zenekar művészeti vezetőjeként és zeneigazgatóként dolgozott. 1985 és 1998 között a Pro Brass együttest is vezényelte, 1993-ban a londoni Abbey Road stúdióban felvétel is készült velük. 1998-tól miskolci munkájával párhuzamosan a Magyar Rádió Szimfonikus Zenekara karmestere, 2004-től 2008-ig első karmestere volt.
1981-től 2007-ig tanított a Liszt Ferenc Zeneművészeti Egyetemen. 1989 és 1999 között művészeti vezetője volt a nyírbátori nemzetközi zenei tábornak. Évente 70–80 hangversenyt vezényel. Számos hangfelvétele és tv-felvétele készült, a világ sok országában fellépett, Európán kívül Ázsiában, Amerikában és a Közel-Keleten is. Rendszeres zongorakísérője volt Marton Éva dal- és áriakoncertjeinek. Több nemzetközi karmesterverseny zsűrijében vett részt. A Liszt-világnap (World Liszt Day) keretén belül 2011. október 22-én Bayreuthban vezényelte Liszt Krisztus című oratóriumát.
2010-ben Baross Gábor halála után, a nyílt pályázat győzteseként – miskolci karmesteri pozíciója mellett – Kovács lett az ELTE „Eötvös” Művészeti Együttes Bartók Béla Énekkarának és Egyetemi Koncertzenekarának karnagya. A Miskolci Szimfonikus Zenekar élén végzett három évtizedes művészeti igazgatói tevékenysége után, 2014. január 27-én munkaviszonyát megszüntették. 2014-től a Kodály Filharmonikusok, Debrecen állandó karmestere.

## Elismerései
- Liszt Ferenc-díj (1987)
- Bartók–Pásztory-díj (1993)
- Pro Urbe Miskolc (1996)
- EMeRTon-díj (1998)
- Miskolci Múzsa díj (2003)
- Érdemes művész (2007)
- Pro Urbe Kunszentmárton (2013)
- A Magyar Érdemrend tisztikeresztje (2013)
- Kiváló művész (2017)